# シーキングザパール
シーキングザパール（Seeking the Pearl、1994年4月16日 - 2005年6月10日）は、アメリカ合衆国で生産され、日本とアメリカで調教された競走馬、およびアメリカで供用された繁殖牝馬。
1996年から1999年まで日本で競走生活を送り、1997年のNHKマイルカップに優勝、1998年夏にはフランス遠征を行いモーリス・ド・ギース賞に優勝し、日本調教馬として初めてヨーロッパのG1競走を制した。日本在籍時代の主戦騎手は武豊。1999年7月にアメリカへ移籍し2走した後に引退。繁殖牝馬としての主な産駒に、重賞5勝を挙げたほかGI競走で9度の2着を記録したシーキングザダイヤがいる。

## 生涯

### デビューまで
1994年4月16日、アメリカ・ヴァージニア州のレイジーレーンステーブルズにて誕生。翌1995年7月にキーンランドで開催されたセリ市に上場されて主取となったが、その後本馬の所有者となる植中倫子の娘・昌子に18万5000ドルで購買された。名簿段階から本馬に目を留めていた昌子はセール後に主取となったことを知り、改めて厩舎に実馬の検分に赴くとちょうど馬房の窓から顔を出しており、「普通の若馬は落ち着きがないのに、何か考えごとをしている。いかにも頭が良さそうに見え」「まさに運命的な出会いを感じて」購買を決めたという。
植中昌子に購買されたシーキングザパールは、その後ケンタッキー州のストーンファームへ預託され、ここで4か月間を過ごした。当場はサンデーサイレンスを生産したことで知られるが、牧場を経営するアーサー・ハンコック3世は当時の本馬について「大型で素晴らしい馬でした」と回想している。1995年11月に日本へ輸送され、北海道早来町のノーザンファームで育成調教を積まれた。翌1996年5月に滋賀県栗東トレーニングセンターの佐々木晶三厩舎に入厩。「真珠探し」を意味する馬名は父・シーキングザゴールドからの連想であるが、昌子の誕生石が真珠であることから、倫子は「馬があなたを探してくれた」との意味を込めたという。

### 戦績

#### 3歳時（1996年）
1996年7月20日、小倉開催の新馬戦で武豊を鞍上にデビュー。従前から調教での走りが栗東で評判となっており、単勝オッズ1.2倍の1番人気に支持されると、スタート直後先頭から、2着に7馬身差を付けて初勝利を挙げた。続く中山開催の新潟3歳ステークスではシンコウスプレンダに次ぐ2番人気の支持を受けたが、スタート直後に外側へ大きく逃避したことが影響して後方からのレース運びとなり、直線で追い込むも3着と敗れた。武豊は逸走の原因が分からなかったといい、この時「ちょっと普通のいいコではないなと」感じたという。島田明宏によると後に雑誌のインタビューで武にこの時の逸走の原因について質問したところ「弁当を買いに行きよった（逸走した）んです」と答え、インタビュー室内の笑いを誘ったというが、この頃は怖がりだったと語っていたという。しかし次走のデイリー杯3歳ステークスでは気難しさを見せることなく、後の天皇賞（春）勝ち馬メジロブライトに5馬身差、3歳馬による芝1400メートルの日本レコードタイムを記録して重賞初勝利を挙げた。また、武はこの勝利で兄弟子の河内洋が保持した年間重賞最多勝記録を14に更新し、さらに史上初の4週連続重賞勝利を合わせて達成した。
12月1日に臨んだ3歳女王戦・阪神3歳牝馬ステークスでは、前走に続き単勝オッズ1.5倍を付けて1番人気となった。しかしレースでは先行策から直線で失速し、メジロドーベルの4着に終わった。武は後に「4コーナーまではごく普通に走っていたのに突然手応えが悪くなって、これまた原因不明です」と回想している。調教師の佐々木も「説明がつかない」と語ったが、植中倫子は「きっと初めての荒れた馬場に嫌気がさしたためでしょう」と分析している。当年は4戦2勝でシーズンを終えたが、敗れた2戦の不可解な内容から以後「気性難」というレッテルを貼られることになった。なお、武は2000年春に受けたインタビューで「一番人懐っこい馬」にシーキングザパールを挙げ、「厩にいるときのシーキングザパールは絶対に人を噛まない、暴れない、何をされても嫌がらないという、いい馬」だったものの、「乗ったら変身していた」のだという。

#### 4歳時（1997年）
翌1997年、初戦のシンザン記念を3馬身差で勝利。しかし、2月5日に佐々木からシーキングザパールが森秀行厩舎へ転厩することが発表され、シーキングザパールは同日中に森厩舎へ移された。転厩の理由については、植中と佐々木との間で以後のローテーションを巡る対立が起こったことが原因とされている。
当時、外国産馬にはクラシック競走への出走が認められていなかったため、外国産馬にも門戸を開いた前年新設のGI競走・NHKマイルカップ（5月11日）を春の目標に据えた。以後フラワーカップ、ニュージーランドトロフィー4歳ステークスと重賞を連勝。本命馬としてマイルカップに臨んだ。もう1頭の有力候補であった外国産馬スピードワールドが捻挫のため出走を回避し、当日は前年の3歳王者・マイネルマックス等を抑え1番人気の支持を受けた。レースは前半600mを35秒0というスローペースの中、6-7番手を進むと、最後の直線半ばで先頭に立ち、2着ブレーブテンダーに1馬身3/4差を付けて優勝、GI制覇を果たした。競走後、森から秋の目標を牝馬三冠最終戦の秋華賞とし、最終的に香港で行われる香港国際カップを視野に入れていくことが発表された。なお、「左回りの方がいいのではないか」と感じていた武は、陣営に対して9月にアメリカで行われるビヴァリーD・ステークスへの遠征を提案していたが、これは日程的な問題から見送られた。
夏の休養後、8月末に帰厩。秋華賞へ向け、シーキングザパールは桜花賞優勝馬キョウエイマーチ、優駿牝馬（オークス）優勝馬メジロドーベルと共に、4歳牝馬の「三強」に数えられた。秋緒戦はローズステークス（秋華賞トライアル）から始動。キョウエイマーチとの初対戦となり、当日はシーキングザパールが1.4倍で1番人気、キョウエイマーチが3.9倍の2番人気となった。しかしレースではキョウエイマーチが逃げ切りを見せた後方で、シーキングザパールは直線で伸びきれず、3着に終わった。その後も秋華賞に向けて調整されていたが、コンディション検査の際、気管の入口が皺によって塞がれる喉頭蓋エントラップメントの症状が発見されたため、秋華賞を断念。喉の手術が行われたのち休養に入った。植中昌子によれば、当初は原因不明とされていたもののローズステークスの時点ですでに症状が出ており、同競走の残り400メートルは呼吸ができない状態で走っていたのだという。

#### 5歳時（1998年）

##### 春
約7ヵ月の休養後、3歳時以来の1200メートル戦・シルクロードステークスで復帰。手術からの長期休養明け、プール調教主体の調整過程といった様々な不安要素もあり、当日4番人気の評価だったが、2番人気のマサラッキをクビ差かわして勝利を挙げた。この勝利により夏のヨーロッパ遠征が決定する。次走は春の短距離王者決定戦・高松宮記念に出走、1番人気に支持された。しかし当日は降雨によって馬場状態が不得手の重馬場（稍重）となり、先行するも伸びきれず4着に終わった。続いてNHKマイルカップと同じ東京競馬場の1600メートル戦・安田記念に進んだが、前走以上の降雨で、馬場状態は騎手たちが「ここ数年記憶にない」と語ったほど悪化、レースでは武との折り合いも欠き、タイキシャトルの10着と大敗を喫した。勝ったタイキシャトルも夏のヨーロッパ遠征を予定し、この競走は壮行戦として出走したもので、渡欧を控えた2頭の明暗が分かれる結果となった。

##### フランス遠征
競走後、改めてシーキングザパールのフランス遠征が発表され、ドーヴィル競馬場で行われる距離1300メートルのG1競走モーリス・ド・ギース賞への出走が明言された。格付けはG1ながら同競走は当時日本での知名度が低く、武は著書で「森先生はよくこんなレースを見つけ出したものだと感心します。日本人はよく名の知られたビッグレースを狙うのがふつうでしたから」とその決定を称えている。森は前年にこの競走の存在を知り、ドージマムテキを出走させようとして頓挫した経緯があり、その経験を踏まえたものであった。また森は当初1600メートル戦のジャック・ル・マロワ賞への出走を企図していたが、イギリスのサセックスステークスへの出走を予定していたタイキシャトルが、コース適性を理由としてジャック・ル・マロワ賞に目標を切り替えたため「1600メートルではタイキシャトルに勝てない」と判断しての決定でもあった。「それなら格は下でも1週早いモーリス・ド・ギース賞を狙って、日本で最初に海外のGIを勝つ調教師になってやろうと思った」ともいう。
7月21日に調教を行う予定のイギリスへ出発。翌22日に受け入れ先であるニューマーケットのジェフ・ラグ（Geoff Wragg）厩舎に到着し、以後調教が積まれていった。森がニューマーケットでの調教を選んだ理由は、日本で専ら使用しているウッドチップの坂路コースに近い「サイドヒル」というウッドチップコースが備えられていたことにあった。森は「輸送を考えるとフランスのシャンティーでやった方がいい。けど、あそこのダートコースで仕上げる自信はなかった。タイキシャトルやエルコンドルパサーぐらい能力が高い馬なら、どこで調教したって勝てるやろ。パールはそうはいかん。日本でも余裕で勝てる馬やない。（中略）これ以上ないってくらい仕上げんと勝負にならんと思った」と述べており、またシャンティーを滞在先に選ばなかった理由については、以前に森がシャンティーに滞在した際に乾燥している地域だと感じたため、「喉の手術を行ったシーキングザパールにシャンティーの気候は合わない」と判断したと述べている。8月5日には日本から武が駆けつけて最終調教を行い、3ハロン（約600メートル）を推定35秒5という好タイムを計時し好調を窺わせた。
翌6日、シーキングザパールは馬運車に積まれた後ドーバー海峡をフェリーで渡ってドーヴィル競馬場に入った。森は現地に到着した当初は飛行機で移動するのが当然だと思っていたが、そこでどのような手続きをすればよいのか現地の関係者に聞いたところ「君の馬はVIPか?」と言われ、詳しく聞くと片道8時間程度だと教えられた森は「その程度なら栗東から福島に遠征するよりも短い」と感じたため、飛行機よりも格安の運賃での移動が可能となるフェリーで移動したという。
8月9日にモーリス・ド・ギース賞を迎えた。フランスは雨が多い時期に当たり森は馬場状態を懸念していたが、当年は雨が降らず、数十年ぶりといわれる硬い馬場での競走となった。シーキングザパールはオッズ10.4倍の5番人気であった。スタートが切られると、スローペースで押し出されるような形で先頭に立ち、そのままレースを先導。武は無理にシーキングザパールを外ラチ寄りに誘導せずにコースの真ん中を走らせ、残り300m地点からスパートを掛けると追走するジムアンドトニックらを振り切り、コースレコードを17年ぶりに更新する1分14秒70で逃げ切り勝ちを収めた。
この勝利は日本競馬界の悲願とされていた初の欧州G1競走制覇であり、地元紙『パリチュルフ』は「ロケット弾、その名はシーキングザパール」との見出しで、この勝利を1面で伝えた。またイギリスの『レーシング・ポスト』も「日本の牝馬、歴史を作る」の見出しと共に、1面から3面までを割いて大きく取り上げ、関係者の紹介や、1958年から1959年にアメリカへ遠征したハクチカラ以降の日本馬の海外遠征史も合わせて取り上げた。手綱を取った武はフランス調教馬スキーパラダイスで勝ったムーラン・ド・ロンシャン賞に次ぐ欧州G1競走2勝目であったが、「スキーパラダイスの時とは違う嬉しさがありますね。日本の馬で日本のチームで勝てたんですから。これは僕ひとりの勝利ではなく長年やってやっと勝てたんですから。日本のホースマンにとって今日の勝利はすごく大きいと思います」と語った。武によるとシーキングザパールはニューマーケットでの追い切り時から具合が良く、「日本にいるときより落ち着いていたくらい」だったという。森は勝因について「ジョッキーかな。予想外の展開だったけど、このコースをよく知ってる彼のあの乗り方が結果的に見ればベストだった。もちろん涼しいニューマーケットでの調教がうまくいったこと、馬場が軽くてシーキングザパールに向いていたことなども勝因にあげられる。負担重量や距離を考えてこのレースを狙った甲斐があったと思う」と述べた。なお、シーキングザパールのレコードタイムは2013年にムーンライトクラウドに破られるまで15年間にわたり保持された。
翌週のジャック・ル・マロワ賞では圧倒的1番人気に推されたタイキシャトルも優勝、2週連続での日本調教馬による快挙はフランスを驚かせ、当地のマスコミでは「日本馬がノルマンディーに歴史的な上陸を果たした」といわれた。これらの勝利に対し、日本中央競馬会(JRA)からはシーキングザパール陣営に対し約9200万円、タイキシャトル陣営に対し約1億6800万円の褒賞金が出された。
その後帰国したタイキシャトルに対し、シーキングザパールはニューマーケットに戻って調教を続け、9月6日には再度フランスへ渡り2戦目のムーラン・ド・ロンシャン賞に臨んだ。しかしアイリッシュ2000ギニーを制したデザートプリンスやプール・デッセ・デ・プーリッシュ（フランス1000ギニー）の優勝馬ザライーカなど出走馬は前走よりも強化され、他陣営のペースメーカーに絡まれながら逃げる展開や、降雨による不良馬場などもあって7頭立ての5着に終わった。武は「展開だけでなく、馬場、相手すべてが前走よりきつかった」と語った。

##### 帰国後
9月10日に帰国し、10月に栗東トレーニングセンターに帰厩。11月22日にはマイルチャンピオンシップに出走した。騎乗停止中であった武に代わり河内洋が騎乗し、当日はタイキシャトルに次ぐ2番人気であったが、先行策から直線で伸びず、5馬身差で圧勝したタイキシャトルの後方で8着に終わった。年末には騎手を武に戻しスプリンターズステークスに出走。前走に続きタイキシャトルに次ぐ2番人気であったが、オッズはこれが引退レースのタイキシャトルが1.3倍、シーキングザパール10.5倍と大きく離されていた。道中は最後方待機から最後の直線で追い込み、ゴール寸前でタイキシャトルを交わしたものの、先に抜け出していた7番人気のマイネルラヴにアタマ差及ばず2着に敗れた。武は競走後「力は出しきれましたが、（タイキシャトルのほかに）まさかもう1頭いるとは思わなかった」と語った。また武は2000年に行われたインタビューで、自身のキャリアにおける「一番悔しかったレース」としてこの競走を挙げている。

#### 6歳時（1999年）
年明けの1月9日、森が突如としてシーキングザパールのアメリカ遠征を発表。19日に渡米、23日にはG1競走のサンタモニカハンデキャップに出走した。当日は8頭立て6番人気の評価で、レースでは緩いペースのなか3〜4番手を進んだが、要所で馬群のペースが上がると一旦後方に置かれ、直線で再度伸びるも4着と敗れた。アメリカはこの1戦のみで帰国し、5月23日には高松宮記念に出走した。前年に続き1番人気に支持されると、レースではハイペースのなか好位に付けて最後の直線で抜け出したが、後方から追い込んだマサラッキに交わされ、1馬身1/4差の2着となった。6月13日には前年大敗した安田記念に出走。3番人気に推され、レースでは最終コーナー10番手から直線で追い込んだが、エアジハード、グラスワンダーから2馬身差の3着と敗れる。
この後は休養し、秋季に備える予定となっていたが、7月に中央競馬の登録を抹消され、アメリカ・ニュージャージー州のジェイエフビーステーブルズにトレードされたことが発表された。同28日に離日し、ニュージャージーのアラン・ゴールドバーグ厩舎に入厩。10月2日にG3競走のノーブルダムセルハンデキャップに出走し、単勝オッズ1.6倍の1番人気に支持されたが、騎手との折り合いを欠いて直線で失速し4着。続くローレルダッシュステークスも7着と敗れ、これを最後として引退が発表された。なお、シーキングザパールは中央競馬時代に牡馬との混合重賞で6勝（モーリス・ド・ギース賞含む）を挙げたが、これは牝馬としてはトウメイと並ぶ史上最多記録であった。

### 繁殖牝馬時代
引退後はケンタッキー州のクレイボーンファームで繋養された。初年度はストームキャットと交配され、翌年同馬との間に生まれた牡駒はシーキングザダイヤと命名され日本で競走馬となり、芝・ダート双方で活躍。重賞5勝を挙げたほか、GI競走で9回の2着を記録した。勝利競走にはニュージーランドトロフィーの母子制覇があり、また2004年にはモーリス・ド・ギース賞にも出走したが、こちらは15着と敗れている。第2仔ダイブ（父ストームキャット）、第3仔シークンファインド（父ジャイアンツコーズウェイ）はいずれもアメリカで競走生活を送り、のちに繁殖牝馬となっている。シークンファインド産駒のアポロノカンザシは後年日本に輸入され、高知競馬で重賞3勝・2023年の高知競馬最優秀4歳以上馬であるアポロティアモを産んだ。
2005年6月10日、シーキングザパールは当時繋養されていたレーンズエンドファームの放牧地で死んでいるところを発見された。ジェイエフビーステーブルズのマネージャーであるレイモンズ・ベルによれば、馬体に目立った傷や暴れたような跡はなく、正確な死因は不明であるが、落雷に遭ったものであろうと推測された。11歳であった。

## 競走成績
| 年月日     | 競馬場       | 競走名                     | 格   | 頭 数 | 枠 番 | 馬 番 | オッズ（人気） | オッズ（人気） | 着順 | 騎手           | 斤量   | 距離（馬場）   | タイム   | 着差 | 勝ち馬（2着馬）        |
| ---------- | ------------ | -------------------------- | ---- | ----- | ----- | ----- | -------------- | -------------- | ---- | -------------- | ------ | -------------- | -------- | ---- | ---------------------- |
| 1996.07.20 | 小倉         | 3歳新馬                    |      | 8     | 5     | 5     | 01.2           | （1人）        | 01着 | 武豊           | 53kg   | 芝1200m（良）  | 01:09.7  | -1.1 | （テンザンオスズ）     |
| 0000.09.01 | 中山         | 新潟3歳S                   | GIII | 12    | 8     | 12    | 02.3           | （2人）        | 03着 | 武豊           | 53kg   | 芝1200m（良）  | 01:10.8  | -0.5 | パーソナリティワン     |
| 0000.10.19 | 京都         | デイリー杯3歳S             | GII  | 16    | 1     | 2     | 01.5           | （1人）        | 01着 | 武豊           | 53kg   | 芝1400m（良）  | R1:21.3  | -0.8 | （メジロブライト）     |
| 0000.12.01 | 阪神         | 阪神3歳牝馬S               | GI   | 10    | 1     | 1     | 01.5           | （1人）        | 04着 | 武豊           | 53kg   | 芝1600m（良）  | 01:35.3  | -0.7 | メジロドーベル         |
| 1997.01.15 | 京都         | シンザン記念               | GIII | 12    | 8     | 11    | 02.0           | （1人）        | 01着 | 武豊           | 54kg   | 芝1600m（良）  | 01:34.6  | -0.5 | （ホッコービューティ） |
| 0000.03.15 | 中山         | フラワーC                  | GIII | 15    | 4     | 6     | 01.7           | （1人）        | 01着 | 武豊           | 53kg   | 芝1800m（稍）  | 01:51.6  | -0.3 | （ホッコービューティ） |
| 0000.04.20 | 東京         | NZT4歳S                    | GII  | 18    | 8     | 16    | 01.8           | （1人）        | 01着 | 武豊           | 54kg   | 芝1400m（良）  | 01:21.1  | -0.2 | （ブレーブテンダー）   |
| 0000.05.11 | 東京         | NHKマイルC                 | GI   | 18    | 7     | 13    | 02.0           | （1人）        | 01着 | 武豊           | 55kg   | 芝1600m（良）  | 01:33.1  | -0.3 | （ブレーブテンダー）   |
| 0000.09.21 | 阪神         | ローズS                    | GII  | 11    | 6     | 7     | 01.4           | （1人）        | 03着 | 武豊           | 54kg   | 芝2000m（良）  | 02:01.9  | -0.3 | キョウエイマーチ       |
| 1998.04.26 | 京都         | シルクロードS              | GIII | 12    | 1     | 1     | 06.5           | （4人）        | 01着 | 武豊           | 56kg   | 芝1200m（良）  | 01:08.6  | -0.0 | （マサラッキ）         |
| 0000.05.24 | 中京         | 高松宮記念                 | GI   | 16    | 3     | 5     | 02.6           | （1人）        | 04着 | 武豊           | 55kg   | 芝1200m（稍）  | 01:09.3  | -0.2 | シンコウフォレスト     |
| 0000.06.14 | 東京         | 安田記念                   | GI   | 17    | 7     | 14    | 14.8           | （4人）        | 10着 | 武豊           | 56kg   | 芝1600m（不）  | 01:39.2  | -1.7 | タイキシャトル         |
| 0000.08.09 | ドーヴィル   | モーリス・ド・ゲスト賞     | G1   | 12    |       | 1     |                | （6人）        | 01着 | 武豊           | 56.5kg | 芝1300m（良）  | R1:14.70 | -0.2 | (Jim and Tonic)        |
| 0000.09.06 | ロンシャン   | ムーラン・ド・ロンシャン賞 | G1   | 7     |       | 1     |                | （4人）        | 05着 | 武豊           | 56.5kg | 芝1600m（不）  | 01:42.9  | -2.0 | Desert Prince          |
| 0000.11.22 | 京都         | マイルCS                   | GI   | 13    | 4     | 4     | 06.7           | （2人）        | 08着 | 河内洋         | 55kg   | 芝1600m（良）  | 01:34.3  | -1.0 | タイキシャトル         |
| 0000.12.20 | 中山         | スプリンターズS            | GI   | 15    | 2     | 3     | 10.5           | （2人）        | 02着 | 武豊           | 55kg   | 芝1200m（良）  | 01:08.6  | -0.0 | マイネルラヴ           |
| 1999.01.23 | サンタアニタ | サンタモニカH              | G1   | 10    |       | 4     |                | （5人）        | 04着 | 武豊           | 119lb  | ダ7F（速）     | 01:22.7  | -0.7 | Stop Traffic           |
| 0000.05.23 | 中京         | 高松宮記念                 | GI   | 16    | 1     | 2     | 04.5           | （1人）        | 02着 | 武豊           | 55kg   | 芝1200m（良）  | 01:08.2  | -0.2 | マサラッキ             |
| 0000.06.13 | 東京         | 安田記念                   | GI   | 14    | 7     | 11    | 11.4           | （3人）        | 03着 | 武豊           | 56kg   | 芝1600m（良）  | 01:33.7  | -0.4 | エアジハード           |
| 0000.10.02 | ベルモント   | ノーブルダムゼルH          | G3   | 8     |       |       |                | （1人）        | 04着 | J.ヴェラスケス | 55.8kg | 芝8.0F（稍重） |          |      | Khumba Mela            |
| 0000.10.17 | ローレル     | ローレルダッシュS          | G3   | 10    |       |       |                | （1人）        | 07着 | C.ロペス       | 51.3kg | 芝6.0F（良）   |          |      | Grapeshot              |

※タイム欄Rはレコードタイムを表す。
1. ↑  1999119ポンドは約53.97kg
2. ↑  19997ハロンは約1408メートル
3. ↑  1999fastはアメリカのダート戦では含水量が一番少ない状態。日本では、ダートの良馬場は重馬場よりも走破時計が遅くなるが[50]、アメリカのダート場合は、日本の芝コースと同じように、含水量が少ないほど走破時計も速くなる傾向がある。
4. 1 2  1999年10月3日 Khumba Mela Wins 'Damsel'2015年4月21日閲覧。
5. ↑  『週刊100名馬 Vol.76 シーキングザパール』、11頁による。同書では55.8kgと表記しているが、実際にはアメリカではヤード・ポンド法が採用されており、シーキングザパールがこの競走で負担した重量は正確には55.8kgではない。ポンド単位で最も近い値は123ポンドで、これは約55.792kgに相当する。
6. ↑  JBIS シーキングザパール 全競走成績2015年4月21日閲覧。8ハロンは約1609メートル。
7. ↑  JBIS シーキングザパール 全競走成績2015年4月21日閲覧。
8. ↑  『週刊100名馬 Vol.76 シーキングザパール』11頁による。ポンド単位で最も近い値は113ポンドで、これは約51.256kgに相当する。
9. ↑  JBIS シーキングザパール 全競走成績2015年4月21日閲覧。6ハロンは約1206メートル
10. ↑  JBIS シーキングザパール 全競走成績2015年4月21日閲覧。

## 産駒成績
|       | 生年   | 馬名               | 性別 | 毛色   | 父馬             | 戦績    | 主な勝利競走 | 繁殖     |
| ----- | ------ | ------------------ | ---- | ------ | ---------------- | ------- | --- | -------- |
| 初仔  | 2001年 | シーキングザダイヤ | 牡   | 鹿毛   | Storm Cat        | 30戦7勝 | ニュージーランドトロフィー（GII） 日本テレビ盃（GII） 浦和記念（JpnII） 兵庫ゴールドトロフィー（GIII） アーリントンカップ（GIII） | 種牡馬   |
| 2番仔 | 2002年 | Dive               | 牝   | 黒鹿毛 | Storm Cat        | 11戦1勝 | | 繁殖牝馬 |
| 3番仔 | 2003年 | Seeknfind          | 牝   | 鹿毛   | Giant's Causeway | 3戦1勝  | | 繁殖牝馬 |

## 評価
武豊は、シーキングザパールとタイキシャトルがフランスで好結果を残したことが日本の関係者の自信となり、以後の旺盛な国外遠征に繋がっていると両馬の功績を称え、個人的には「僕がずっと『日本の馬は絶対レベルが高いから、日本でふつうに重賞を勝つ馬は海外でGIを勝てるかも知れない」と言っていたことを、シーキングザパールは実際に証明してくれたところが嬉しかった」と述べている。また、騎手という立場からは「気性のむずかしい馬でしたが、乗り味は最高でした。もう少し聞き分けがよかったらなあ、とは思いますけれど、なしとげたことは歴史に残るのだからすごい名牝です」と評している。森秀行厩舎では従前から頻繁に国外遠征を行うことで知られていたが、森はシーキングザパールについて「これまでスキーキャプテンやフジヤマケンザンでやってきたことが、ひとつの結果として残せたということでも僕にとってはすごい意義があった。もちろん、アグネスワールドやエアシャカールなどの遠征も、シーキングの経験があってこそなんです」と述べている。野平祐二はモーリス・ド・ギース賞での勝利について「日本の競馬サークルにとって、ようやく悲願が成就したという点では大きな意味がある」としつつも、「惜しむらくは、今回は外国産馬による勝利であり、我々が理想とする、日本の生産馬で勝つという点まで行っていないのは残念だと思う」と述べている。
日本中央競馬会が2000年に行ったファン投票による名馬選定企画「20世紀の名馬大投票」では107位となった。この結果について、競馬漫画家のよしだみほは「なんでパールが100位以内に入ってないんだろう。強い馬だったと思うし、日本と海外でGI制覇、実績は十分すぎるくらいあるのに……。あまり好かれないタイプなのかな？理由が知りたいです」と疑問を呈している。同時期に競馬会の広報誌『優駿』が選定した「20世紀のベストホース100」には名を連ねており、また2010年に同誌800号記念として行われた読者投票企画「未来に語り継ぎたい不滅の名馬たち THE GREATEST HORSES 100」では97位に選出されている。また、アメリカへ売却される直前に『週刊Gallop』が読者に募集した「現役馬No.1美女」というランキングでは101票を集め1位に選ばれた。

## 血統表
| シーキングザパールの血統                  | シーキングザパールの血統                        | シーキングザパールの血統 | （血統表の出典）         | （血統表の出典） |
| 父系                                      | ミスタープロスペクター系                        | ミスタープロスペクター系 | ミスタープロスペクター系 | [ § 2 ]          |
| 父 Seeking the Gold 1985 鹿毛             | 父の父Mr. Prospector 1970 鹿毛                  | Raise a Native           | Native Dancer            | Native Dancer    |
| 父 Seeking the Gold 1985 鹿毛             | 父の父Mr. Prospector 1970 鹿毛                  | Raise a Native           | Raise You                |                  |
| 父 Seeking the Gold 1985 鹿毛             | 父の父Mr. Prospector 1970 鹿毛                  | Gold Digger              | Nashua                   | Nashua           |
| 父 Seeking the Gold 1985 鹿毛             | 父の父Mr. Prospector 1970 鹿毛                  | Gold Digger              | Sequence                 |                  |
| 父 Seeking the Gold 1985 鹿毛             | 父の母Con Game 1974 黒鹿毛                      | Buckpasser               | Tom Fool                 | Tom Fool         |
| 父 Seeking the Gold 1985 鹿毛             | 父の母Con Game 1974 黒鹿毛                      | Buckpasser               | Busanda                  |                  |
| 父 Seeking the Gold 1985 鹿毛             | 父の母Con Game 1974 黒鹿毛                      | Broadway                 | Hasty Road               | Hasty Road       |
| 父 Seeking the Gold 1985 鹿毛             | 父の母Con Game 1974 黒鹿毛                      | Broadway                 | Flitabout                |                  |
| 母 *ページプルーフ Page Proof 1988 黒鹿毛 | 母の父Seattle Slew 1974 黒鹿毛                  | Bold Reasoning           | Boldnesian               | Boldnesian       |
| 母 *ページプルーフ Page Proof 1988 黒鹿毛 | 母の父Seattle Slew 1974 黒鹿毛                  | Bold Reasoning           | Reason to Earn           |                  |
| 母 *ページプルーフ Page Proof 1988 黒鹿毛 | 母の父Seattle Slew 1974 黒鹿毛                  | My Charmer               | Poker                    | Poker            |
| 母 *ページプルーフ Page Proof 1988 黒鹿毛 | 母の父Seattle Slew 1974 黒鹿毛                  | My Charmer               | Fair Charmer             |                  |
| 母 *ページプルーフ Page Proof 1988 黒鹿毛 | 母の母*バーブスボールド Barb's Bold 1978 黒鹿毛 | Bold Forbes              | Irish Castle             | Irish Castle     |
| 母 *ページプルーフ Page Proof 1988 黒鹿毛 | 母の母*バーブスボールド Barb's Bold 1978 黒鹿毛 | Bold Forbes              | Comely Nell              |                  |
| 母 *ページプルーフ Page Proof 1988 黒鹿毛 | 母の母*バーブスボールド Barb's Bold 1978 黒鹿毛 | Goofed                   | Court Martial            | Court Martial    |
| 母 *ページプルーフ Page Proof 1988 黒鹿毛 | 母の母*バーブスボールド Barb's Bold 1978 黒鹿毛 | Goofed                   | Barra                    |                  |
| 母系(F-No.)                               | 17号族(FN:17-b)                                 | 17号族(FN:17-b)          | 17号族(FN:17-b)          | [ § 3 ]          |
| 5代内の近親交配                           | Bold Ruler 5×5                                  | Bold Ruler 5×5           | Bold Ruler 5×5           | [ § 4 ]          |
| 出典                                      | 1. 2. 3. 4.                                     | 1. 2. 3. 4.              | 1. 2. 3. 4.              | 1. 2. 3. 4.      |

父・シーキングザゴールドについては同馬の項を参照のこと。母・ページプルーフはアメリカで6戦1勝。大伯父にフランスでG1競走2勝を挙げ種牡馬としても米・仏のリーディングサイアーとなったリファールや、アメリカで重賞2勝のバルカス、大伯母に米・仏でG1競走2勝のノビリアリーがいる。